# Astragalus alamliensis
Astragalus alamliensis är en ärtväxtart som beskrevs av Karl Heinz Rechinger. Astragalus alamliensis ingår i släktet vedlar, och familjen ärtväxter. Inga underarter finns listade i Catalogue of Life.